# بيركهولدرية شرهة
بيركهولدرية شرهة (الاسم العلمي: Burkholderia multivorans) هي نوع من البكتيريا، سلبية الغرام، تتبع جنس البيركهولدرية.